# 多米妮克·马隆加
多米妮克·马隆加（法語：Dominique Malonga，2005年11月16日—），法国女子篮球运动员，场上位置是二中锋，2022年U17青年女子世界盃籃球賽铜牌得主、2024年夏季奥林匹克运动会女子银牌得主。